# Prunedale, Kalifornien
Prunedale är en ort (CDP) i Monterey County, i delstaten Kalifornien, USA. Enligt United States Census Bureau har orten en folkmängd på 17 560 invånare (2010) och en landarea på 119 km².